# Служба Папських літургійних церемоній
Слу́жба Па́пських літургі́йних церемо́ній (лат. Officium de Liturgicis Celebratonibus Summi Pontificis) — установа Римської курії, підпорядкована Папі Римському й відповідає за підготовку літургії, де править Папа або легат від його імені. Очолює Службу Майстер Папських літургійних церемоній. 
Цілком певно, що від XVI століття така інституція постійно існувала при Святому Престолі, хоча змінювала назви, значення, повноваження й організацію (напр.: до 1970 року мала назву Префектура Папських церемоній, до 1988 року — Служба Папських церемоній). У нинішньому вигляді Служба постала після Другого Ватиканського собору 1970 року з ініціативи Папи Павла VI, що було пов'язано з загальною літургійною реформою, що була запроваджена на Соборі, в зв'язку з чим Служба мала більше значення, ніж до того.
Іван Павло II апостольською конституцією Pastor Bonus (28 червня 1988) закінчив реформи собору, надавши Службі нових компетенцій і завдань.
Керівника Служби — Майстра Папських літургійних церемоній — призначає Папа Римський строком на 5 років. Водночас папських церемоніймейстрів призначає державний секретар.

## Список Майстрів Папських літургійних церемоній

### Префекти Папських церемоній
- Франческо Ріджі (1902 — 1918)
- Карло Респігі (1918 — 1947)
- Енріко Данте (13 червня 1947 — 24 квітня 1967)
  - Аннібале Буньїні (1968 — 9 січня 1970) — delegato per le ceremonie pontificie — служив тимчасовим провідником церемоній на час літургійної реформи.

### Майстри Папських літургійних церемоній
- Вірджиліо Ної (9 січня 1970 — 6 березня 1982)
- Джн Меджі (6 березня 1982 — 17 лютого 1987)
- П'єро Маріні (24 лютого 1987 — 1 жовтня 2007)
- Гвідо Маріні (1 жовтня 2007 — дотепер)

## Список чинних папських церемоніймейстрів
- П'єр Енріко Стефанетті — від 2006
- Дієго Джованні Равеллі — від 2006
- Гільєрмо Гав'єр Карчер — від 2006
- Марко Агостіні — від 2009
- Жан-П'єр Квамбабмба Мазі — від 2009
- Джон Річард Чашек — від 2010
- Кевін Гіллеспі — від 2011
- Массіміліано Маттео Боярді FSCB — від 2011
- Вінченцо Пероні — від 2012